# Çoban-oğlu

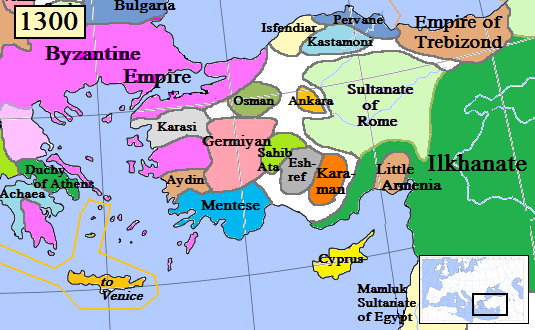
Mapa

Çobanoğlu o Çoban-oğlu (plural Çobanoğulları) fou una nissaga turcmana d'Anatòlia que va dominar la regió de Kastamonu al segle xiii. La va fundar Hüsameddin Çoban, un general del Soldanat de Rum durant el regnat de Kaykaus I i el seu successor Kay Kobad I; va dirigir les expedicions dels turcmans que van estendre el territori seljúcida al nord, a expenses de l'Imperi de Trebisonda, i va rebre Kastamonu en feu. Entre 1224 i 1227 va dirigir l'exèrcit i flota seljúcida que va salpar de Sinope i va conquerir Sudak a Crimea.
Mort Hüsameddin Çoban, les seves possessions hereditaries feudals foren governades pel seu fill Alp Yürek i el net Yavlak Arslan. Sota aquests es va seguir una política prudent de reconeixement de la sobirania mongola; els mongols s'havien establert a Pèrsia després del 1230 i després de la seva victòria a Kose Dagh s'havien imposat a Anatòlia. El 1256 es va fundar la dinastia il-kànida. En una data indeterminada Yavlak Arslan es va revoltar i fou derrotar per un exèrcit combinat dels mongols i els seus vassalls de Rum, i la regió fou donada en feu al comandant seljúcida Şemseddin Yaman Candar, que es va establir al beilicat de Kastamonu i van fundar la dinastia Isfendiyar-oğlu o dels Djandaroğulları (aquest nom apareix transcrit també com Candar i Jandar).
Al cap d'un temps el fill de Yavlak Arslan, Çobanoğlu Mahmud Bey, va expulsar a Shams al-Din (Şemseddin) Timir (Temür) (ibn ?) Yaman Djandar (Yaman Candar) i va recuperar el poder. Va continuar les seves expedicions contra els romans d'Orient de Trebisonda i Nicea, però el 1309, va morir en una emboscada preparada per Xudja al-Din Sulayman Paixà el fill i successor de Yaman Candar, i finalment aquesta nissaga es va consolidar al poder a la regió.
Els Çobanoğullari van tenir com a vassalls Osman i els seus (1281-1299), que després es van declarar independents.

## Llista de beis
- Husam al-Din Čoban (Hüsameddin Çoban) vers 1220-1240
- Alp Yürek vers 1240-?
- Yavlak Arslan ?-1290
- a Şemseddin Yaman Candar d'Aflani (Insfendiyar-oğlu), vers 1290- vers 1301
- Mahmud Bey vers 1301-1309
- Shudja al-Din Sulayman Paixà 1309-1340, dinastia dels Isfendiyaroğulları